# كنيسة مدينة أوميو

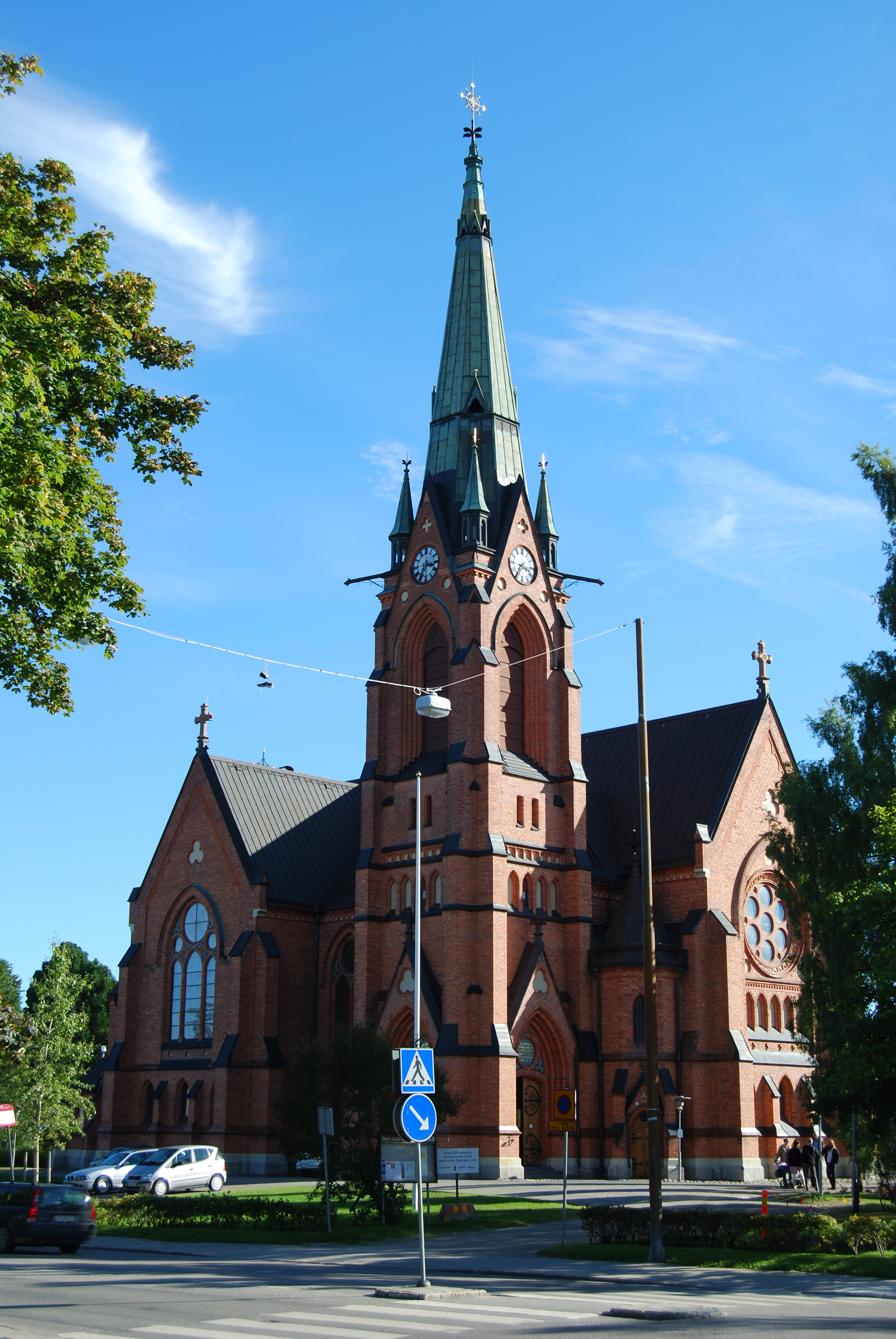
كنيسة مدينة أوميو.

كنيسة مدينة أوميو (بالسويدية: Umeå stads kyrka) هي كنيسة تقع في وسط مدينة أوميو السويدية بين فانورتسباركن والضفة الشمالية لنهر أوميا. وقد تم افتتاحها في عام 1894.
تم تصميم الكنيسة من قبل المهندس المعماري للمدينة فريدريك أولاوس ليندستروم وقد استخدم الطوب كأساس للمبنى. تم بناء الكنيسة بين عامي 1892 و 1894، ويعد المبنى الثالث من سلسلة من الكنائس على نفس الموقع. وقد حصل المبنى ثلاثة عمليات ترميم مع إضافات غيرت من خلالها شيئاً من المظهر الأساسي للكنيسة.

## معرض الصور

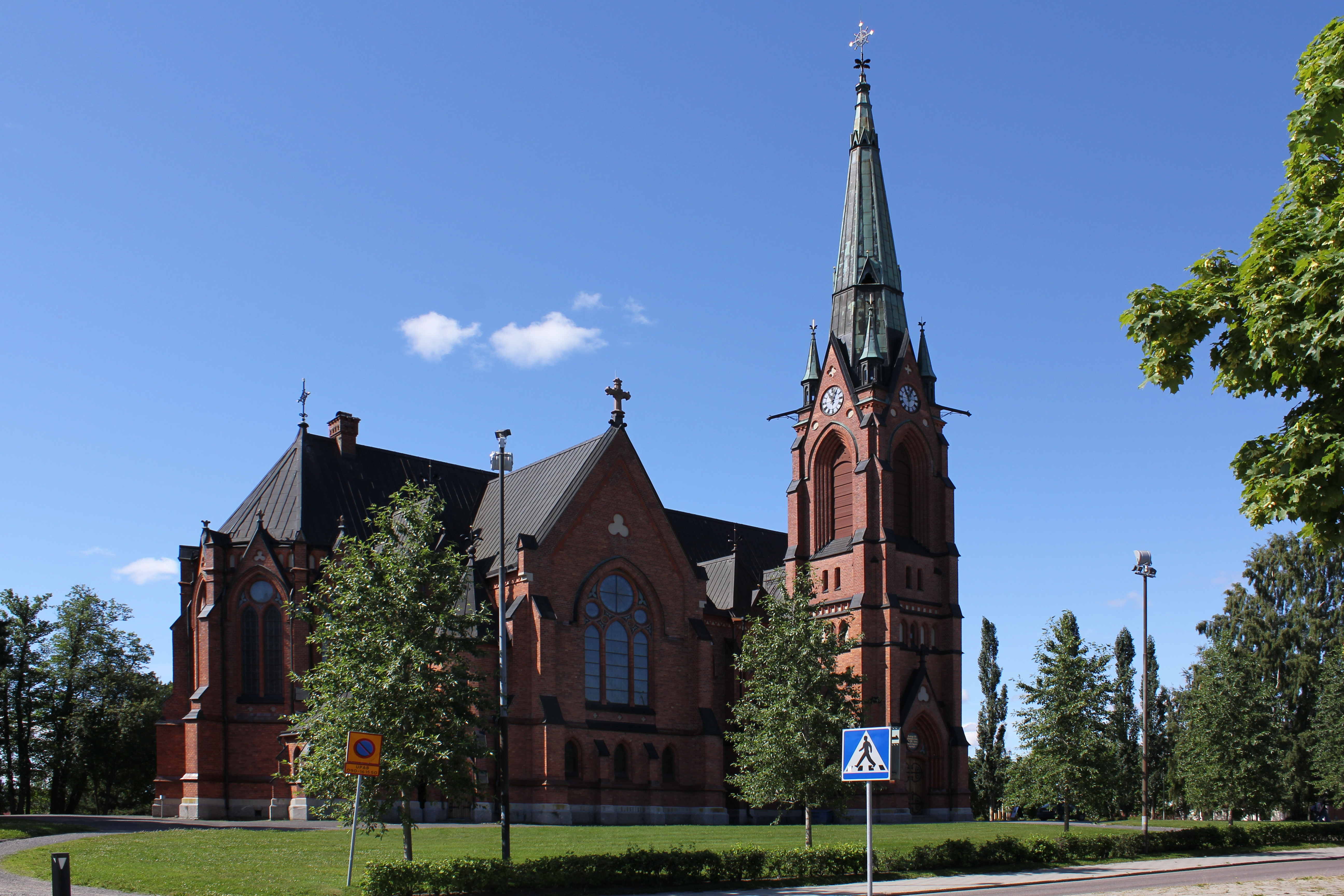
منظر عام للمبنى عام 2012.
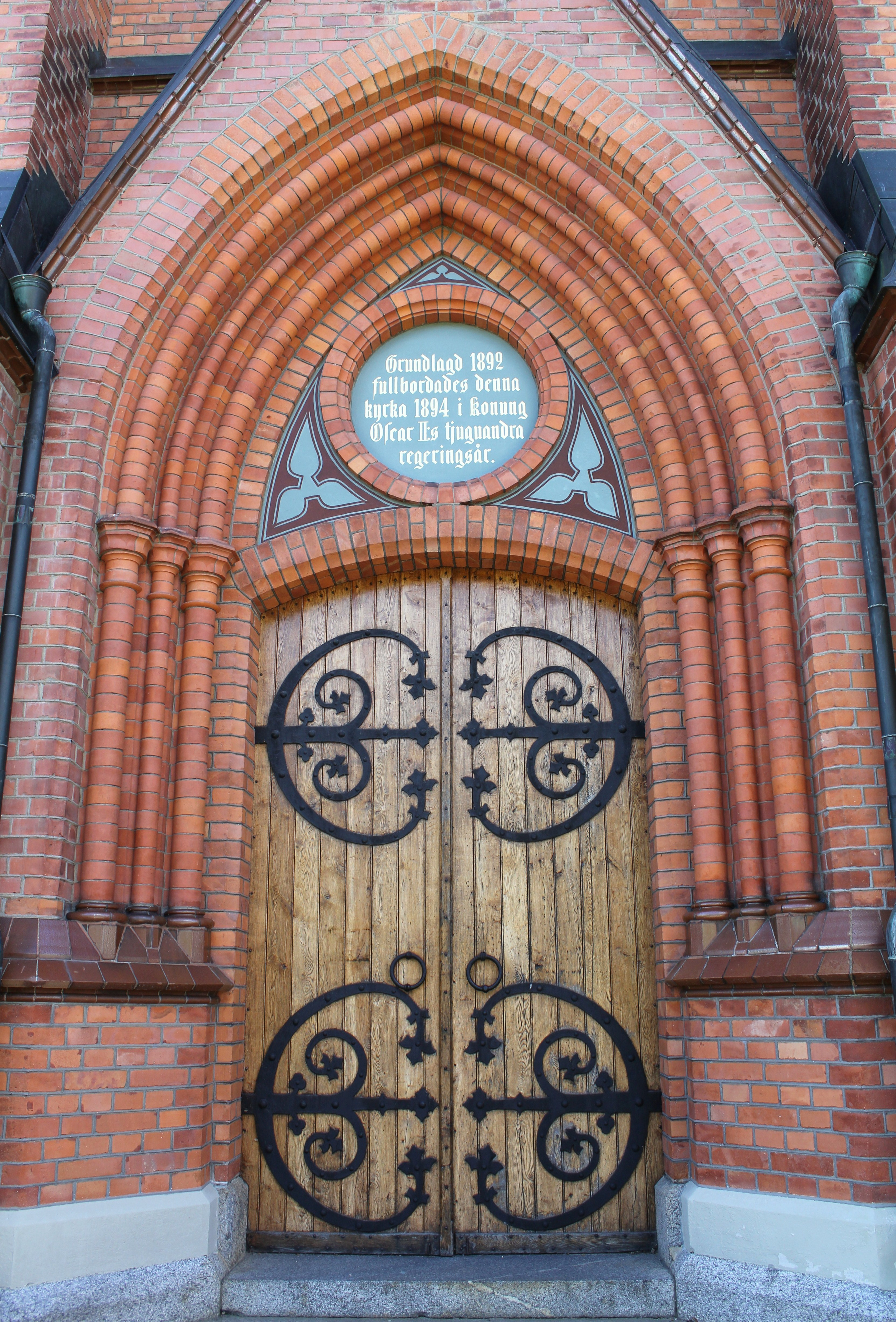
بوابة جانبية.
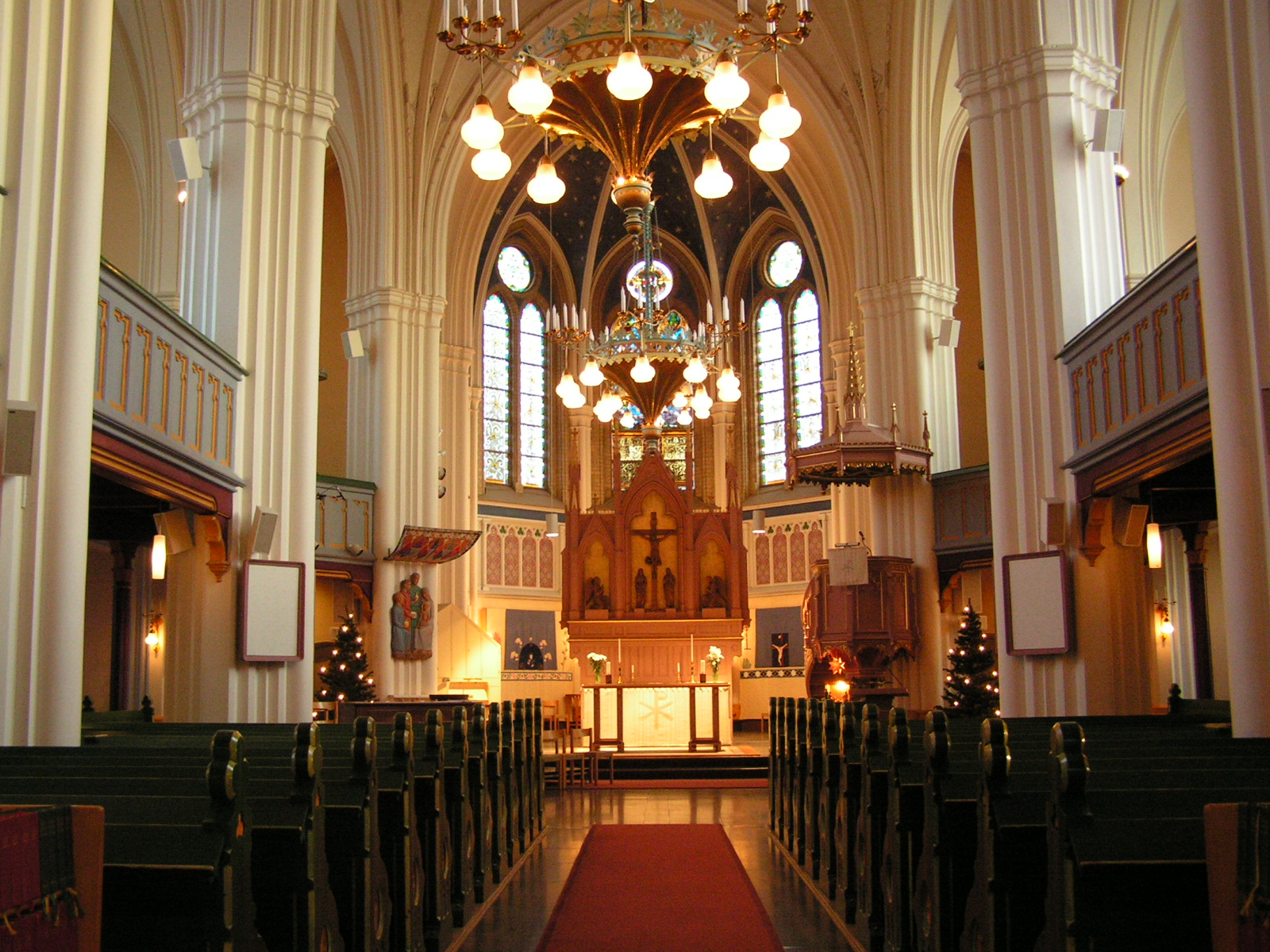